# Collie Shire
Collie Shire är en kommun i Western Australia, Australien. Kommunen, som är belägen 200 kilometer söder om Perth, i regionen South West, har en yta på 1 711 kvadratkilometer, och en folkmängd på 9 127 enligt 2011 års folkräkning. Huvudort är Collie. 